# Deutsche Gesellschaft zur Bekämpfung des Kurpfuschertums
De Deutsche Gesellschaft zur Bekämpfung des Kurpfuschertums (DGBK; Nederlands: Duitse Vereniging ter Bestrijding van de Kwakzalverij) was een skeptische organisatie opgericht in 1903 voor consumentenbescherming tegen kwakzalverij. Zij verzette zich tegen de Kurierfreiheit ("Geneesvrijheid", het recht om ziekten te behandelen zonder medisch opgeleid te zijn), dat sinds 1869/1872 in Duitsland bestond tot de invoering van de Heilpraktikergesetz ("Helerswet") in 1939. De vereniging ontstond naar het voorbeeld van de Deutsche Gesellschaft zur Bekämpfung der Geschlechtskrankheiten (DGBG; "Duitse Vereniging ter Bestrijding van Geslachtsziekten") en wordt gerekend tot een van de voorlopers van de Gesellschaft zur wissenschaftlichen Untersuchung von Parawissenschaften (GWUP).

## Geschiedenis

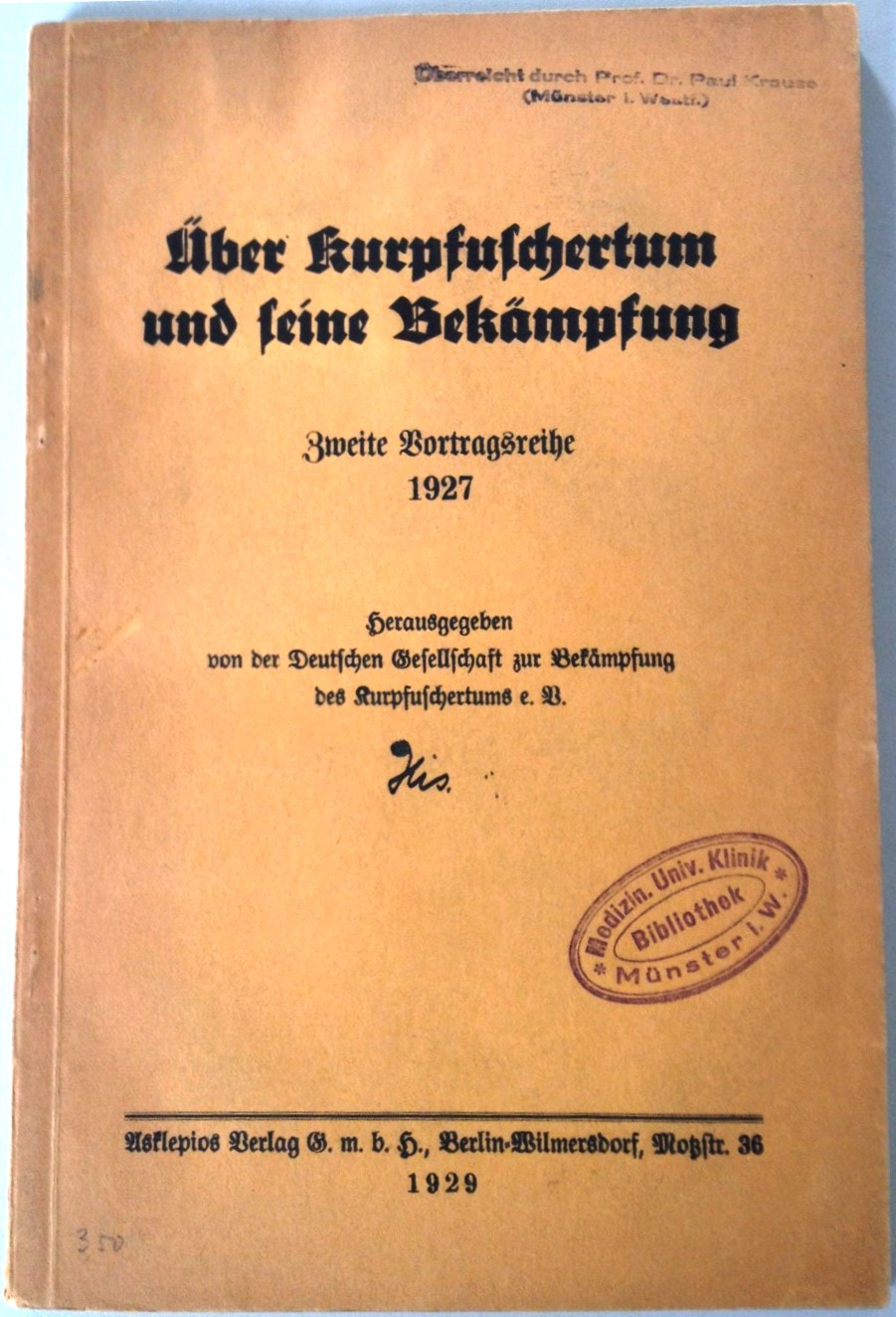
Over kwakzalverij en haar bestrijding (1929), een boek uitgegeven door de DGBK.

Sinds 1899 was er een Kwakzalverijcommissie in de koepelorgansatie van artsenverenigingen, de Ärztlicher Vereinsbund. Dit bracht Carl Alexander ertoe om de DGBK op te richten in 1903. Na de eerste jaarvergadering op 14 januari 1904 begon de DGBK met het leveren van informatie en werkte samen aan wetgevende maatregelen, waarvoor verscheidene commissies werden opgericht. Met pamfletten en lezingen werden zowel leken als professionals voorgelicht. Er werd gelobbyd tegen natuurgeneeswijzen, antivaxers en ook dokters die de homeopathie bedreven. De vereniging trachtte hoofdzakelijk om het publiek te waarschuwen tegen ongekwalificeerde lekengenezers. In 1911 nam de DGBK samen met de DGBG deel aan de Dresdense Internationale Hygiëne-Tentoonstelling van Karl August Lingner, de oprichter van Odol (een mondwatermerk), waartoe andere organisaties demonstratief niet waren uitgenodigd. In reactie hierop werd in de zomer van 1911 een tegenevenement gehouden met de titel "Kongreß für Naturheilkunde und Volkswohlfahrt" ("Congres voor Natuurgeneeskunde en Volkswelvaart"). De vereniging wist zowel linkse als conservatieve krachten te binden en rondtrekkende exposities te organiseren. In 1927 kwamen 53.000 betalende bezoekers naar een tentoonstelling in Ludwigshafen.
In 1929 suggereerde de DGBK de invoering van een nieuwe wet tegen allerlei vormen van kwakzalverij door wettelijke vereisten vooraf op te leggen tegen mensen die medische behandelingen of verloskunde aanboden zonder degelijke opleiding.
Na de Machtergreifung in 1933 werd de DGBK in 1934 opgeheven en de publicatie van haar tijdschrift Gesundheitslehrer stopgezet.

## Publicaties
- Gesundheitslehrer: Zeitschrift gegen Mißstände im Heilwesen für Ärzte und Behörden. Tijdschrift van de Deutsche Gesellschaft zur Bekämpfung des Kurpfuschertums (tot 1934).
- Heinrich Kantor: Freie Bahn für die Kurpfuscher? Springer-Verlag, Berlijn en Heidelberg 1917. ISBN 9783662424667.
- Über Kurpfuschertum und seine Bekämpfung. Zweite Vortragsreihe 1927. Asklepios-Verlag, Berlijn 1929.
- Kurpfuschereiverbot auch in Deutschland: Eine für den 21. Reichstagsausschuß (Reichsstrafgesetzbuch) bestimmte Vorlage für einen Kurpfuschereiparagraphen des Strafgesetzbuches. Asklepios-Verlag, Berlijn 1929.